# آلفردو پئا
آلفردو پئا (ایتالیایی: Alfredo Pea؛ زادهٔ ۱۷ نوامبر ۱۹۵۴) بازیگر اهل ایتالیا است.
از فیلم‌هایی که وی در آن نقش داشته‌است می‌توان به گناه و شرم، زندگی‌های به فنا رفته، کنترل، ۱۰۰۱ شب، فریاد یک فاحشه، و آگنس مرگ را برگزید، خانم دکتر بیمارستان ارتش، میهمان، کلاس مختلط و معلم مدرسه اشاره کرد.